# União Desportiva Internacional de Bissau
El Uniao Desportiva Internacional es un equipo de fútbol de Guinea-Bissau que juega en el Campeonato Nacional de Guinea Bissau, la segunda liga de fútbol más importante del país.

## Historia
Fue fundado el 1 de mayo de 1971 en la capital Bissau y ha ganado el Campeonato Nacional de Guinea Bissau en 4 ocasiones y el torneo de copa en 6 ocasiones.
Ha participado en los torneos continentales en 3 oportunidades, en donde nunca avanzó más allá de la primera ronda.
Descendió en la temporada 2003-04, donde no se presentó a 2 juegos de manera consecutiva, fue sancionado económicamente, su último descenso hasta el momento.
También han jugado en la Copa de Portugal en 3 ocasiones, en las cuales lo más lejos que han llegado ha sido los octavos de final.

## Palmarés
- Campeonato Nacional de Guinea Bissau: 4

1976, 1985, 2003, 2019
- Taça Nacional de Guinea-Bissau: 7

1977, 1978, 1984, 1985, 1988, 1996, 2024

## Participación en competiciones de la CAF
| Temporada | Torneo                            | Ronda      | Club               | Casa | Visita | Global  |
| --------- | --------------------------------- | ---------- | ------------------ | ---- | ------ | ------- |
| 1977      | Copa Africana de Clubes Campeones | 1          | Djoliba AC         | 0-1  | 0-5    | 0-6     |
| 1978      | Recopa Africana                   | Preliminar | Espoirs Nouakchoot | 3-1  | 0-2    | 3-3 (a) |
| 1979      | Recopa Africana                   | 1          | Bai Bureh Warriors | 1-1  | 1-2    | 2-3     |

## El club en la estructura del fútbol portugués
| Temporada | Torneo           | Ronda            | Club            | Casa | Visita | Global |
| --------- | ---------------- | ---------------- | --------------- | ---- | ------ | ------ |
| 1965      | Copa de Portugal | Octavos de final | SC Olhanense    | 2-3  | 0-4    | 2-7    |
| 1969      | Copa de Portugal | Octavos de final | Sporting Lisboa | 1-5  | 0-12   | 1-17   |
| 1973      | Copa de Portugal | 1                | SC Farense      | 0-6  | X      | 0-6    |